# Jurate Colles
Jurate Colles is een veld van kleine vulkanen op Venus. De Jurate Colles werden in 1985 genoemd naar de Litouwse zeegodin Jūratė.
Het vulkanenveld heeft een diameter van 418 kilometer en bevindt zich in het quadrangle Atalanta Planitia (V-4), ten oosten van Ananke Tessera, ten zuiden van de inslagkraters Ermolova en Kumudu en ten noorden van de coronae Mari Corona en Holde Corona.